# Platylister decipiens
Platylister decipiens är en skalbaggsart som först beskrevs av Schmidt 1889.  Platylister decipiens ingår i släktet Platylister och familjen stumpbaggar. Inga underarter finns listade i Catalogue of Life.